# Ромеро, Андрес (аргентинский футболист)
Андрес Фабрисио Ромеро (исп. Andrés Fabricio Romero; род. 21 декабря 1989, Бель-Вилье, Аргентина) — аргентинский футболист, нападающий.

## Клубная карьера
Ромеро — воспитанник клуба «Архентинос Хуниорс». 11 апреля 2008 года в матче против «Ньюэллс Олд Бойз» он дебютировал в аргентинской Примере. В своём втором сезоне Андрес забил свои первые голы в поединке против «Эстудиантеса». В 2010 году он помог «Архентинос» выиграть клаусуру.
В 2012 году Ромеро перешёл в бразильский «Томбенсе», но не сыграл ни одного матча за клуб. На правах аренды он выступал за «Крисиуму» и «Наутико».
7 февраля 2013 года Ромеро отправился в аренду в канадский «Монреаль Импакт». В MLS он дебютировал 10 марта в матче против «Портленд Тимберс», в котором, выйдя на замену на 59-й минуте вместо Андреа Пизану, на 60-й минуте отдал голевую передачу на Фелипе. 27 апреля в поединке против «Чикаго Файр» он забил свой первый гол за канадскую команду. 21 августа 2014 года в матче Лиги чемпионов КОНКАКАФ против сальвадорского ФАСа Андрес забил гол, который помог «Монреаль Импакт» одержать трудную победу. В 2013 и 2014 годах он дважды становился победителем Первенства Канады. По итогам сезона 2014 Ромеро был признан самым ценным игроком «Импакт». 5 января 2015 года «Монреаль Импакт» выкупил Ромеро у «Томбенсе», подписав с ним многолетний контракт. 10 октября в матче против «Колорадо Рэпидз» он получил разрыв передней крестообразной связки правого колена, из-за чего пропустил остаток сезона 2015 и весь сезон 2016. По окончании сезона 2017 «Монреаль Импакт» не стал продлевать контракт с Ромеро.
25 января 2018 года Ромеро вернулся играть на родину, подписав контракт с «Сан-Мартин де Сан-Хуан» сроком на 18 месяцев. Однако, 7 февраля он объявил о завершении футбольной карьеры.

## Международная карьера
В 2009 году Ромеро в составе молодёжной сборной Аргентины принял участие в молодёжном чемпионате Южной Америки в Венесуэле. На турнире он сыграл в матчах против команд Перу, Эквадора, Колумбии и дважды хозяев турнира Венесуэлы.

## Достижения
Командные
 «Архентинос Хуниорс»
- Чемпион Аргентины: клаусура 2010

 «Монреаль Импакт»
- Победитель Первенства Канады: 2013, 2014